# Куринский 79-й пехотный полк
79-й пехотный Куринский Его Императорского Высочества Великого князя Павла Александровича (бывший генерал-фельдмаршала Воронцова) полк — пехотная воинская часть Русской императорской армии. Полковой праздник отмечался в день Вознесения Господня.

## История полка

### Формирование. Ранняя история. Наполеоновские войны
Сформирован на острове Корфу 29 декабря 1802 года, в составе двух батальонов, из восьми рот Астраханского гренадерского, двух рот Ярославского, двух рот Выборгского и двух рот Нашебургского мушкетёрских полков, под названием Куринского мушкетёрского полка. Вместе с тем в Рязани был сформирован 3-й батальон из рот Старооскольского, Орловского и Шлиссельбургского мушкетёрских полков и рекрутов. Полк был включен в состав Московской инспекции. 3 декабря 1803 года к полку был присоединен 3-й батальон Ахтиарского гарнизонного полка, а батальон, сформированный в Рязани, был выделен 28 августа 1805 года на составление Одесского мушкетёрского полка. Назначенные после своего сформирования в состав оккупационного корпуса, куринцы в течение трёх лет (1804—1806) принимали участие в военных действиях против французов на Ионических островах. В 1807 г. Куринский полк был назначен в состав Дунайской армии и участвовал в блокаде Измаила и в штурмах Базарджика, Шумлы и Рущука. 22 февраля 1811 года полк был назван Куринским пехотным. В Отечественную войну Куринцы вошли в состав 3-й резервной армии и приняли участие в сраженияхх при Городечне, Выжве и Стахове. В заграничную кампанию 1813 года полк находился при осаде Торна и в сражениях при Бауцене, Вайпине, Гольдберге и Гольмансдорфе. Кампания 1814 года была ознаменована участием полка в сражениях при Бриенне, Шампобере и во взятии Парижа.

### Кавказский этап истории части
В 1819 году полк был назначен в Дагестан и с этого времени началась его боевая служба на Кавказе. При переформировании войск Кавказского корпуса, с 21 марта 1834 года, полк, с присоединением к нему 1-го и 2-го батальонов 40-го егерского полка (бывший Одесский мушкетёрский полк), был наименован Куринским егерским и приведён в состав четырёх действительных батальонов и одного резервного с нестроевой и инвалидной ротами. В 1834 году Куринский полк был переведён в Грозный и, заняв оборонительную линию на границе с Чечнёй, в течение пяти лет охранял наши границы от набегов горцев.

#### Усмирение Шамиля
В 1837 году три батальона куринцев принимали участие в экспедиции против Шамиля в Аварию и при штурме аулов Ашильты и Гилитля первыми ворвались в них. В 1839 году четыре батальона Куринского полка вошли в состав Чеченского отряда генерала П. Х. Граббе и 31 мая, при штурме Аргуани, стремительно атаковали завалы и первыми ворвались в аул, потеряв 15 офицеров и 340 нижних чинов. Затем 2-й и 4-й батальоны участвовали 29 июня в неудачном штурме Сурхаевой башни. Кровопролитный штурм Ахульго был ознаменован геройским участием полка и потерей им 8 офицеров и 347 нижних чинов. За блестящие действия в эту экспедицию все четыре батальона были награждены Георгиевскими знамёнами с надписью: «За взятие приступом Ахульго 22 августа 1839 г.». В следующем году три батальона приняли участие в двух экспедициях генерала Галафеева в Малую Чечню и вынесли на своих плечах кровопролитный лесной бой на р. Валерик. В этом же году из состава полка было выделено 40 унтер-офицеров и 493 нижних чина на сформирование Черноморского линейного № 12 батальона, упразднённого в 1874 году.

#### Экспедиция в Большую Чечню
В 1841 году Куринский полк участвовал в нескольких экспедициях в Большую Чечню и находился при взятии Хубарских высот и селения Чиркея. В следующем году 1-й и 3-й батальоны участвовали в неудачной экспедиции Граббе вверх по течению р. Аксая и прикрывали 2 июля отступление отряда через Ичкерийский лес. Последующие два года полк, под командой генерала Фрейтага, находился на передовой Чеченской линии и, охраняя наши границы, блистательно выручил укрепления Хунзах, Низовое и Зыряне, осажденные горцами. При осаде укрепления Низовое Куринского полка штабс-капитан Болотников геройски руководил обороной укрепления и за храбрость был награждён орденом Св. Георгия 4-й степени и чином майора.

#### Даргинский поход 1845 года
В 1845 году три батальона, находясь в составе Чеченского отряда, участвовали в Даргинском походе. 6 июня 1-й батальон, под командованием флигель-адъютанта подполковника графа Бенкендорфа, блистательно атаковал горцев, занявших гору Анчимеер и выбил их из завалов. 6 июля 1-й, 2-й и 3-й батальоны находились при взятии Дарго и, участвуя затем 10 и 11 июля в отбитии транспорта с продовольствием, совершили тяжёлое отступление через Ичкерийский лес, отбивая в течение недели многочисленные атаки горцев. За Даргинский поход все три батальона получили новые Георгиевские знамёна, причём к старой надписи на знаменах была присоединена надпись: «За поход в Анди в июне и взятие Дарго 6 июля 1845 г.», а в 1-м батальоне, кроме того, — «За взятие приступом горы Анчимеер 5 июня 1845 г.». Главнокомандующий князь М. С. Воронцов был назначен 8 июля 1845 года шефом, и полк назван егерским генерал-адъютанта князя Воронцова полком.

#### Чеченский этап истории полка 1846—1853 годов

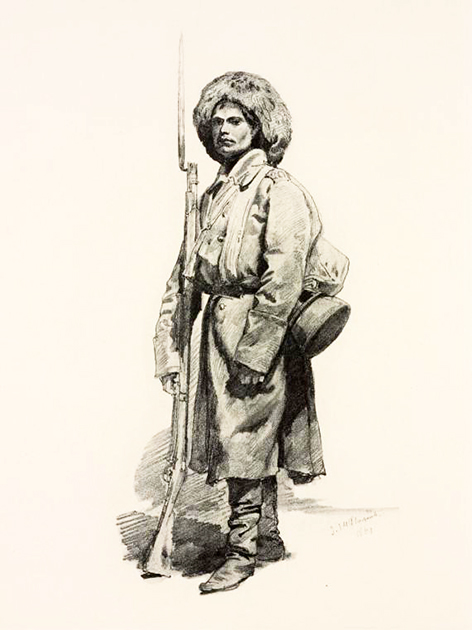
Рядовой Куринского полка. Рисунок Т. Горшельт, периода 1858—1861 годов.

С 1846 по 1853 годы куринцы были заняты, главным образом, т. н. «замирением Чечни» и предприняли несколько экспедиций против чеченцев. В 1847 г. штаб-квартира полка была перенесена в укрепление Воздвиженское. Во время путешествия наследника цесаревича Александра Николаевича по Кавказу, куринцы сопровождали его высочество от Воздвиженской, и в рядах их наследник заслужил орден Св. Георгия 4-й степени, участвуя 26 октября в перестрелке с чеченцами на р. Рошна. 15 марта 1852 года четыре батальона Куринцев совершили набег на сильно укреплённый аул Талхиг и, геройски атаковав завалы, отбили у горцев 2 орудия. В награду за боевые подвиги, оказанные Куринцами в Дагестане и в особенности в Большой и Малой Чечне, император Николай I пожаловал полку 17 апреля 1852 оду знаки на головные уборы с надписью «За отличие». Кроме того, за молодецкий набег на Талхиг полку пожалованы отбитые у горцев пушки. В Восточную войну 1853—56 гг. 1-й и 3-й батальоны были двинуты в Закавказье и, участвуя в сражениях под Баяндуром и Башкадыкларом, особенно отличились 4 июня 1854 года в бою за р. Чолоки, где оба батальона геройски атаковали левый фланг турецкой позиции и стремительно отбросили турок, потеряв 18 офицеров и 410 нижних чинов. Командир 7-й роты, штабс-капитан Полторацкий, невзирая на две полученные раны, бросился с ротой на турецкую батарею и захватил 2 орудия. За оказанное отличие оба батальона получили новые Георгиевские знамёна, присоединив новую надпись: «За отличие против турок в сражениях: у Нигоитских высот 27 мая и за р. Чолоком 4 июня 1854 г.». Кроме того, 6 офицеров получили орден Св. Георгия 4-й степени, а 106 нижних чинов — знаки отличия Военного ордена.

#### 1856—1869 годы. Два переименования. Штурм Ведено
17 августа 1856 года, после упразднения егерей, полк был наименован пехотным генерал-адъютанта князя Воронцова и затем, 6 ноября 1856 года, после смерти шефа, назван снова Куринским пехотным. В этом же году в каждом батальоне была сформирована стрелковая рота. Последующие пять лет полк участвовал в окончательном покорении Восточного Кавказа и находился в нескольких экспедициях в Чечню и Аварию. В 1859 году Куринцы приняли участие в экспедиции генерал-адъютанта Евдокимова и, находясь при взятии укреплений в Таузенской долине и при штурме Ведено, особенно отличились 8 февраля 1859 года, при штурме горы Гамер-Дук. За лихую атаку этой горы 4-й и 5-й батальоны получили Георгиевские знамёна с надписью: «За отличие в 1858 и 1859 гг. в Большой Чечне». 1-й и 3-й батальоны были также награждены четырьмя серебряными Георгиевским трубами с надписью: «За отличие при покорении Восточного Кавказа в 1859 г.».

#### Переименования 1860 года. Западнокавказский период истории полка
21 сентября 1860 года великий князь Павел Александрович был назначен шефом полка, и последний назван Куринским пехотным Его Императорского Высочества Великого Князя Павла Александровича полком. После покорения Восточного Кавказа стрелковая рота Куринского полка была выслана в Закубанскую область и, находясь в Шапсугском и Даховском отрядах, в течение пяти лет принимала участие в экспедициях, закончивших покорение Западного Кавказа. 6 ноября 1863 года 5-й батальон был выделен на сформирование Гурийского пехотного полка, и Куринцы приведены в четырёхбатальонный состав с четырьмя стрелковыми ротами. 25 марта 1864 года к наименованию полка присоединён № 79.

#### 1874—1912 года. Позднейшая история

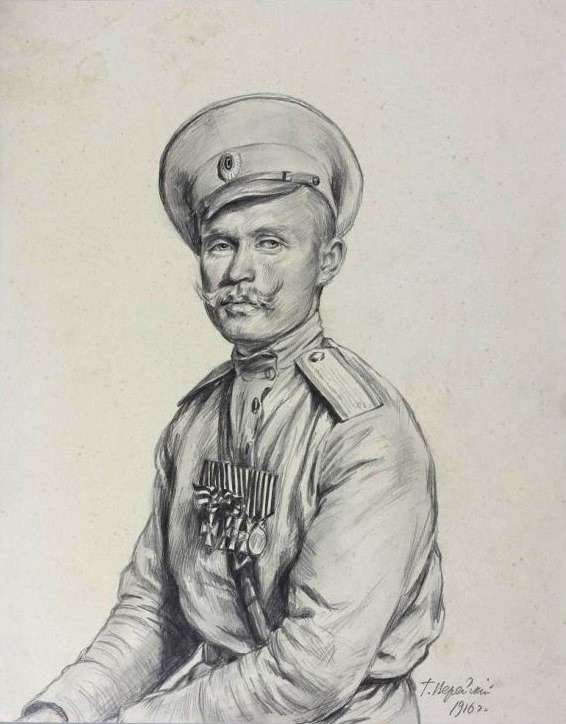
Подпрапорщик А. И. Золотарев, 79-й пехотный Куринский полк

1 августа 1874 года 4-й батальон был выделен на сформирование 163-го пехотного Ленкоранского полка, а из стрелковых рот всего полка образован 4-й батальон. 26 октября 1875 года, в день празднования 25-летия со дня получения императором Александром II ордена Св. Георгия 4-й степени, его величество зачислил себя в списки полка. Во время Русско-турецкой войны 1877—1878 годов полк принял деятельное участие в подавлении восстания в Чечне и Дагестане и был награждён 18 июня 1880 года четырьмя Георгиевскими трубами с надписью: «За отличие при покорении Восточного Кавказа в 1859 г. и за умиротворение горских племён в Терской области и Дагестане в 1877 г.».
В 1879 году 4-й батальон принял участие в Ахал-Текинской экспедиции генерала Ломакина и находился 28 августа при неудачном штурме Геок-Тепе. 19 октября 1902 г. полк назван 79-м пехотным Куринским. 29 декабря 1902 года Куринцы праздновали 100-летний юбилей и получили новое Георгиевское знамя с надписью: «За взятие приступом Ахульго 22 августа 1839 г., горы Анчимеер 5 июня 1845 г., за поход в Анди в июне и взятие Дарго 6 июля 1845 г., за отличие против турок в сражениях у Нигоитских высот 27 мая и за р. Чолоком 4 июня 1854 г., за отличия в 1858 и 1859 гг. в Большой Чечне» и «1802—1902». 19 июля 1903 г. генерал-фельдмаршал князь Михаил Семёнович Воронцов зачислен навсегда в списки полка, которому было присвоено наименование по шефу. 5 января 1912 года великий князь Павел Александрович снова назначен шефом, и полк назван 79-м пехотным Куринским генерал-фельдмаршала князя Воронцова, ныне Его Императорского Высочества Великого Князя Павла Александровича, полком.

#### Первая мировая война
Первоначально полк находился на Кавказском фронте, принимал участие в Сарыкамышской операции, затем был переброшен на Западный фронт.
Участие в обороне Двинска в 1915—1917.

В атаку порывисто шел 79 Куринский полк. Дойдя до проволочных заграждений, кучка солдат безпомощно остановилась и, побросав винтовки, подняла руки вверх. Немцы прекратили огонь и пропустили их к себе через проволоку. Печальная была картина. Все это длилось каких-нибудь 10 минут.— Попов К. С. Воспоминания кавказского гренадера, 1914—1920
Полк — активный участник Люблин-Холмского сражения в июле 1915 г.

## Награды
1. Полковое знамя Георгиевское с надписями: «За взятие приступом Ахульго 22 Августа 1839 г., горы Анчимеер 5 Июня 1845 , за поход в Анди в Июне и взятие Дарго 6 Июля 1845, за отличие против Турок в сражениях: у Нигоитских высот 27 Мая и за рекой Чолоком 4 Июня 1854, за отличия в 1858 и 1859 годах в Большой Чечне» и «1802-1902». С Александровской юбилейной лентой. Высочайший приказ от 29.12.1902 г.
2. В 3-м батальоне — Гренадерский бой за военное отличие. Пожалован 1.01.1828 г. 40-му егерскому полку за отличия в сражении с персами между Ушаганом и Эчмиадзином 17.08.1827 г.
3. Знаки на головные уборы с надписью: «За отличие». Пожалованы 17.04.1852 г. за подвиги на левом фланге Кавказской линии в Дагестане, а также в Большой и Малой Чечне.
4. Четыре Георгиевские трубы с надписью: «За отличие при покорении Восточного Кавказа в 1859 г. и за умиротворение горских племен в Терской области и Дагестане в 1877 г.». Первая надпись пожалована 18.02.1868 г., вторая — 18.06.1880 г.

## Командиры полка
- 30.04.1809—15.05.1811 — подполковник Медынцев, Яков Афанасьевич
- 03.09.1813—10.02.1815 — подполковник Анненков, Александр Петрович
- 10.02.1815—30.08.1816 — полковник Трухачев, Сергей Митрофанович
- 30.08.1816—04.11.1819 — полковник Бибиков, Алексей Петрович
- 04.11.1819—15.12.1820 — полковник Рябинин, Иван Михайлович
- 15.12.1820—03.09.1821 — подполковник Швецов Павел
- 11.06.1822—08.10.1823[2] — полковник Верховский, Евстафий Иванович
- 08.10.1823—18.07.1831[3] — подполковник (с 22.06.1831 полковник) фон Дистерло, Пётр Степанович
- 18.07.1831—31.01.1833 — полковник Гофман, Иван Иванович
- 31.01.1833—30.03.1834 — подполковник (с 14.06.1833 полковник) Клюки-фон-Клугенау, Франц Карлович
- 30.03.1834—10.12.1834 — полковник Шумский, Иосиф Игнатьевич
- 11.03.1840—22.12.1842 — полковник Фрейтаг, Роберт Карлович
- 10.07.1851—13.03.1853 — флигель-адъютант полковник (с 01.10.1852 генерал-майор Свиты Е. И. В.) князь Воронцов, Семён Михайлович
- 13.03.1853—30.04.1855 — полковник Ляшенко, Михаил Васильевич
- 30.04.1855—12.07.1858 — полковник (с 10.10.1857 генерал-майор) Мищенко, Василий Козьмич
- 12.07.1858—17.10.1860 — полковник Чертков, Михаил Иванович
- xx.xx.1860—23.06.1867 — подполковник Головачёв, Николай Никитич
- 23.06.1867—08.01.1870 — полковник граф Граббе, Михаил Павлович
- 08.01.1870—хх.хх.1879 — полковник Ломновский, Николай Петрович
- 11.09.1879—06.11.1882 — полковник Казбек, Георгий Николаевич
- 08.01.1883—04.01.1888 — полковник Яковлев, Пётр Александрович
- 09.01.1888—08.10.1889 — полковник Энкель, Оттон Магнусович
- 29.10.1889—03.05.1893 — полковник Белявский, Николай Николаевич
- 14.05.1893—07.08.1900 — полковник Полковников, Пётр Васильевич
- 02.09.1900—25.03.1904 — полковник Огановский, Пётр Иванович
- 26.03.1904—19.02.1908 — полковник Габаев, Василий Давидович
- 20.03.1908—05.01.1911 — полковник Шишко, Тит-Раймунд Устинович
- 11.04.1911—11.04.1913 — полковник Зайцев, Владимир Гаврилович
- 07.05.1913—18.03.1915 — полковник Максимов, Николай Сергеевич
- 10.06.1915—24.07.1916 — полковник Деев, Григорий Григорьевич
- 14.08.1916—после 08.03.1917 — полковник Курыло, Сигизмунд Антонович

## Другие формирования этого имени
Известен также старый Куринский пехотный полк. Полк был расположен на берегах реки Куры, назван Куринским. Он был сформирован в 1724 году и в 1785 году был обращён на формирование Кавказского егерского корпуса.